# Gerlachovský štít
 Gerlachovský štít (mađ. Gerlachfalvi-csúcs, njem. Gerlsdorfer Spitze ili Gerlach) je vrh u Visokim Tatrama visok 2 655 metara, te je time najviši vrh  Tatri,  Slovačke i cijelih Karpata.

## Obilježja
Ime Gerlachovský štít doslovno znači vrh u selu Gerlachov, odnosno vrh Gerlachov. Selo Gerlachov ima oko 800 stanovnika i smjestilo se podno najvišeg vrha Visokih Tatri Vrh se nalazi u sklopu Nacionalnog parka Tatra.

## Vanjske poveznice
- Informacije o Visokim Tatrama (sl.)

### Ostali projekti
|  | Zajednički poslužitelj ima još gradiva o temi Gerlachovský štít |